# Lutzmannsburg
Lutzmannsburg (ungarisch Locsmánd, kroatisch Lučman) ist eine Marktgemeinde mit 842 Einwohnern (Stand 1. Jänner 2025) im Bezirk Oberpullendorf im Burgenland in Österreich.

## Geografie

### Geografische Lage
Die Gemeinde liegt im Mittelburgenland in einer mittleren Seehöhe von 204 m ü. A. und gehört zum südöstlichen Teil des politischen Bezirks Oberpullendorf. Die Gegend um Lutzmannsburg stellt die Übergangszone von der Landseer Bucht zur Kleinen Ungarischen Tiefebene und weiter zum Pannonischen Becken dar. Das Ortsgebiet der Gemeinde ist in eine großflächige Ebene eingebettet. Diese wird vom Fluss Rabnitz durchflossen, in den im Ortsteil Strebersdorf der Raidingbach und der Stooberbach einmünden.
Im Süden wird Lutzmannsburg vom „Lutzmannsburger Weingebirge“, einem Ausläufer der Günser Berge, begrenzt, im Osten von der Staatsgrenze zu Ungarn.

### Gemeindegliederung
Das Gemeindegebiet umfasst folgende zwei Ortschaften (in Klammern Einwohnerzahl Stand 1. Jänner 2025):
- Lutzmannsburg (584) samt Hofstatt
- Strebersdorf (ungarisch: Micske; kroatisch: Selce) (258)

Die Gemeinde besteht aus den Katastralgemeinden Lutzmannsburg und Strebersdorf.
Lutzmannsburg gehört wie auch Horitschon, Deutschkreutz, Raiding und Neckenmarkt zum Blaufränkischland.

### Eingemeindungen
Mit 1. Jänner 1971 wurden die Gemeinden Strebersdorf und Lutzmannsburg unter dem Namen Lutzmannsburg zusammengelegt.

### Nachbargemeinden
|                           | Nikitsch                                    |        |
| Frankenau-Unterpullendorf | Kompassrose, die auf Nachbargemeinden zeigt |        |
|                           |                                             | Ungarn |

## Geschichte

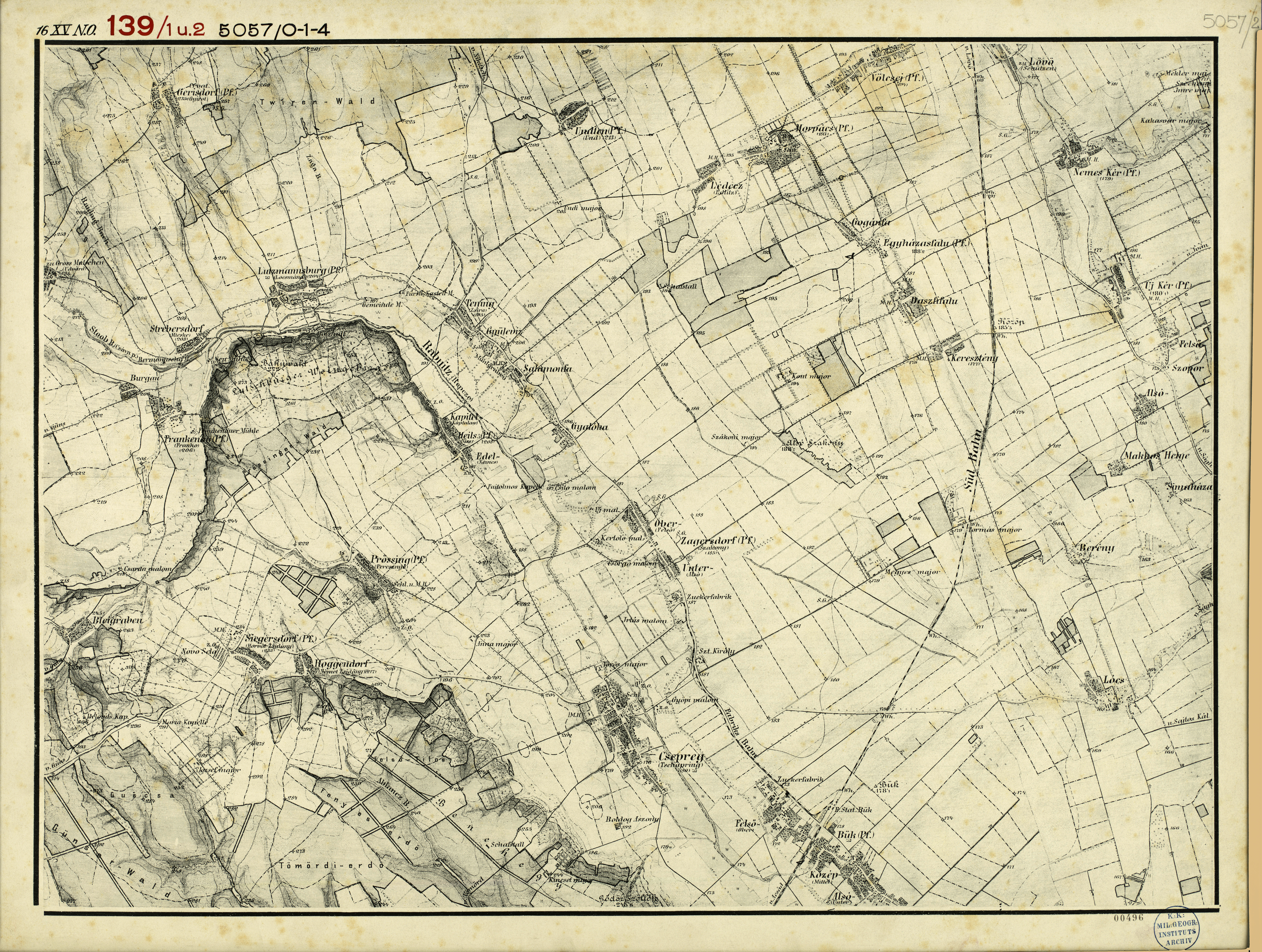
Lutzmannsburg (Mitte links) und seine Umgebung um 1880

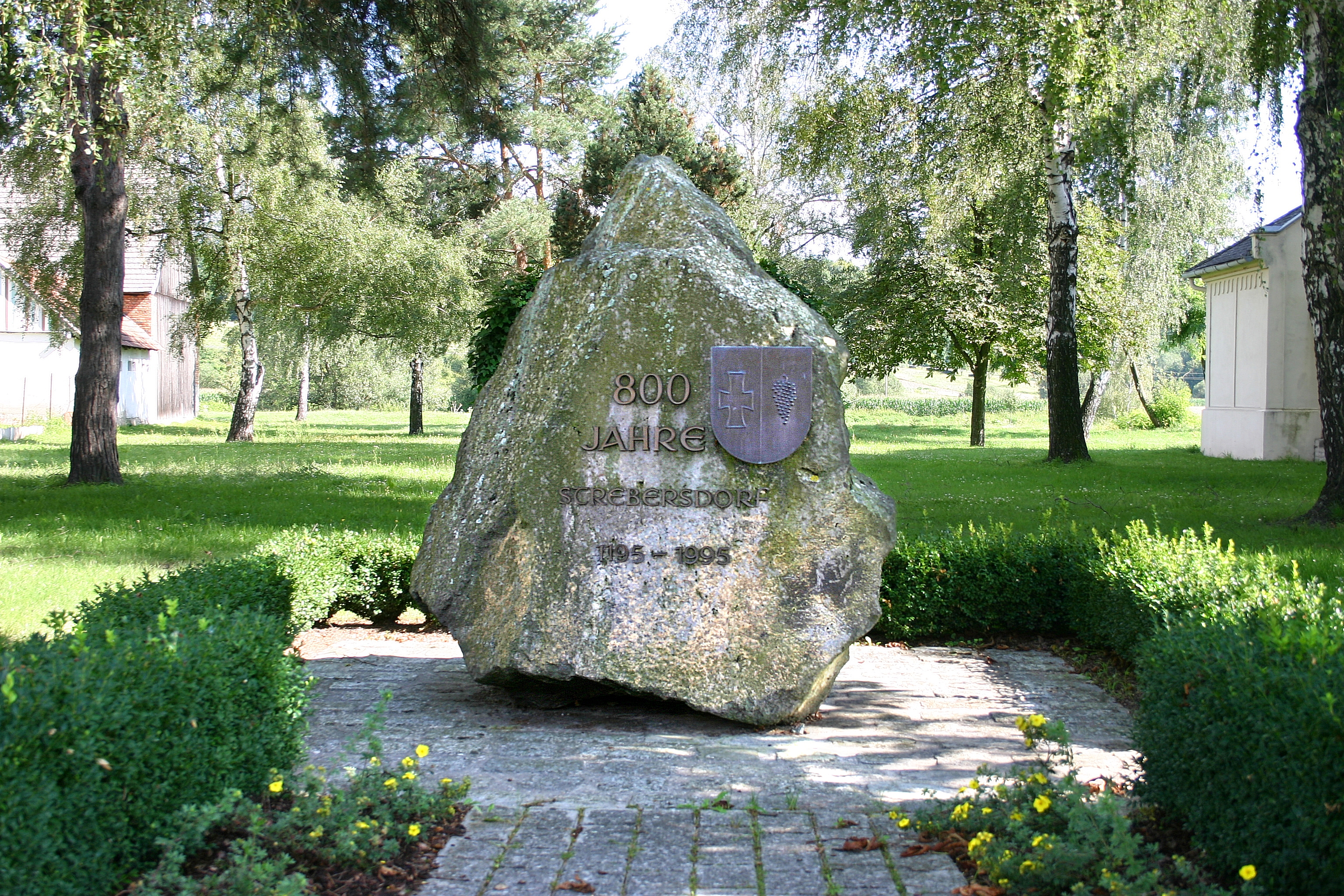
Gedenkstein 800 Jahre Ortsteil Strebersdorf

Der Erdstall von Lutzmannsburg wurde 2018 im Areal des künftigen Rückhaltebeckens Zagersbach in Lutzmannsburg vollständig freigelegt. Erdställe, auch Schratzllöcher genannt, sind unterirdische Systeme aus Gängen und Kammern, die im Hoch- und Spätmittelalter in ländlichen Siedlungen zu Flucht- und Versteckzwecken genutzt wurden. Das Phänomen ist aus mehreren Regionen Europas bekannt. Das Hauptverbreitungsgebiet reicht vom Bayerischen Wald über Ober- und Niederösterreich und das Burgenland bis in die Slowakei. Die bergmännisch angelegten Anlagen finden sich meist unter alten Bauernhöfen, manchmal auch unter Kirchen und Friedhöfen. Das regional unterschiedliche Nutzungsende im 14./15. Jahrhundert ist nicht abschließend geklärt.
Der Erdstall von Lutzmannsburg ist der einzige in Österreich, der zur Gänze ausgegraben worden ist. Aus wissenschaftlicher Sicht am interessantesten sind die Erdställe des 11. und 12. Jahrhunderts. Die Gänge des Erdstalls waren zum Teil an die drei Meter tief und sehr eng. Partiell gibt es sogenannte Schlupfe.
Die Archäologen gruben in vier Monaten insgesamt 150 Kisten voller Material aus: Tonscherben, Werkzeug und vollständig erhaltene Weinkrüge aus dem 11. Jahrhundert. Manche haben Eingravierungen, die als russische Clanzeichen identifiziert werden konnten. Wie diese ins Burgenland kamen, soll die Wissenschaft klären. Mittlerweile wurden der Erdstall aus Sicherheitsgründen wieder zugeschüttet, die Fundstücke sollen der Öffentlichkeit zugänglich gemacht werden.
Der älteste Fund von Lutzmannsburg ist das Skelett eines jungen Mannes, der zwischen 4366 und 4316 v. Chr. bestattet wurde. Das Grab gehört nicht nur zu den ältesten des Burgenlandes, sondern auch zu den ältesten Mitteleuropas. In zwei 2018 gefundenen, zur Siedlung gehörenden Brandgräbern waren eine Frau (zwischen 3340 und 3206 v. Chr.) und ein Mann (zwischen 3247 und 3101 v. Chr.) beigesetzt. Damit konnte die archäologische Datierung der Gräber in die Badener Kultur (Kultur der Kupfersteinzeit im Mittel-Donauraum) bestätigt werden.
Um Christi Geburt war das Gebiet Teil des keltischen Königreiches Noricum und gehörte zur Umgebung der keltischen Höhensiedlung Burg auf dem Schwarzenbacher Burgberg.
Für die Zeit des Römischen Reichs, in der das Gebiet zur Provinz Pannonien gehörte, lässt sich im Bereich der Lutzmannsburger Weinberge eine größere Siedlung nachweisen. Im Frühmittelalter, während der Zeit der Völkerwanderung, besiedelten Goten, Hunnen, Langobarden, Slawen, Awaren und andere Stämme die Region um Lutzmannsburg, ehe es gegen Ende des 8. Jahrhunderts von Karl dem Großen in die Awarenmark seines Reiches eingegliedert wurde. Daraus erfolgte eine fränkisch-bayrische Besiedelung. Als das Erzbistum Salzburg im Jahr 796 das Gebiet zwischen Donau und Plattensee zur Mission zugeteilt wurde, hielt auch in Lutzmannsburg die Christianisierung Einzug. Nach Einzug der Magyaren und der Heirat des ungarischen Königs Stephan I. mit der bayerischen Herzogtochter Gisela, der späteren Königin von Ungarn, kamen nach der Jahrtausendwende zahlreiche bayerische Adelige ins Land.
Die erste urkundliche Erwähnung geht auf das Jahr 1156 zurück, als der ungarische König Géza II. den Rittern Gottfried und Albrecht für treue Kriegsdienste das Dorf „Lusman“ verlieh. Da der Ort bereits damals als Markt bezeichnet wurde, zählt Lutzmannsburg zu den ältesten Marktgemeinden des Burgenlandes. Um 1171 wurde am heutigen Kirchberg eine Komitatsburg errichtet, aus der sich der heutige Name ableitet.
Der Ortsteil Strebersdorf wird erstmals 1195 in einer Schenkung des Provinzverwalters (Banus) Dominicus an das Stift Heiligenkreuz erwähnt.
Durch kriegerische Auseinandersetzung zwischen Ungarn und Österreich kam es zum Verfall der Lutzmannsburger Burg, die um 1263 nicht mehr bewohnbar war. Die Befestigung wurde auf Grund ihrer kurzen Bestandszeit nicht wie die meisten anderen Komitatsburgen städtisch überbaut. Wo die „modernen“ Zerstörungen durch die beiden Friedhöfe und den Straßenbau noch nicht zu weit fortgeschritten sind, sind Wall und Graben selbst heute noch gut im Gelände erkennbar.
Am Ende des 13. Jahrhunderts wurde das gesamte Gebiet aus königlichem Besitz in das Eigentum der Güssinger Grafen übertragen. In weiterer Folge gehörte das Gebiet von Lutzmannsburg zur Burg Güns, die 1445 vom deutschen König und späteren Kaiser Friedrich III. erobert wurde.
Obwohl das Dorf 1529 und 1532 infolge der Türkenkriege völlig zerstört wurde, konnte es wieder rasch aufgebaut werden.
Der um 1570 evangelisch gewordene Ort war im 17. Jahrhundert Sitz des Archidiakonats, zu dem alle Orte Westungarns gehörten. Aufgrund der Gegenreformation 1674 und des Toleranzediktes 1781 durch Kaiser Joseph II. gibt es im Ort sowohl eine katholische als auch eine evangelische Kirche.
Ursprünglich lag der Markt Lutzmannsburg am Bett der Rabnitz. Da diese immer wieder über ihre Ufer trat und das Dorf überschwemmte, wurden in den 1820er Jahren die Häuser des Ortes nördlich der Rabnitz auf eine Anhöhe hinauf gebaut. Die Hofstatt, die heute noch am Bett der Rabnitz liegt, wurde im Jahr 1965 abermals vom Hochwasser heimgesucht.
Ab 1898 musste auf Grund der Magyarisierungspolitik der Regierung in Budapest der ungarische Ortsname Locsmánd verwendet werden. Mit Eröffnung der Bahnstrecke Zalabér–Oberloisdorf am 9. November 1913 erfolgte der Anschluss an das Eisenbahnnetz.
Da Lutzmannsburg kein Frontgebiet war, blieb der Ort während des Ersten Weltkriegs weitgehend verschont und es kam zu keinen Kriegsschäden. Der Ort gehörte wie das gesamte Burgenland bis 1920/21 zu Ungarn (Deutsch-Westungarn). Nach Ende des Ersten Weltkriegs wurde nach zähen Verhandlungen Deutsch-Westungarn in den Verträgen von St. Germain und Trianon 1919 Österreich zugesprochen. Der Ort gehört seit 1921 zum neu gegründeten Bundesland Burgenland (siehe auch Geschichte des Burgenlandes).
Zur Zeit des Zweiten Weltkriegs war bei Lutzmannsburg der Südostwall abgesteckt. In der Umgebung von Lutzmannsburg überschritt 1945 die Rote Armee die Grenze zu Österreich. 1948 kam es als Folge des Kalten Krieges an der Gemeindegrenze zu Ungarn zur Errichtung des Eisernen Vorhangs, womit Lutzmannsburg nach Osten und Süden isoliert war.
Bedingt durch den Ungarischen Volksaufstand war Lutzmannsburg in der zweiten Novemberhälfte 1956 Auffanglager für ungarische Flüchtlinge.
Ab 2. Mai 1989 wurde der Eiserne Vorhang wieder abgebaut. In dieser Zeit wurde der DDR-Bürger Kurt-Werner Schulz am 21. August 1989 beim Versuch, die Grenze zwischen Répcevis und Lutzmannsburg zu überqueren, von einem ungarischen Grenzsoldaten erschossen und ging so als "letztes Opfer des Kalten Krieges" in die Geschichte ein.
In der Folge der Grenzöffnung wurde unmittelbar hinter der Therme ein „Kleiner Grenzübergang“ für Fußgänger und Radfahrer zu Ungarn errichtet. Am 21. Dezember 2007 wurde die Grenzstation auf Grund des Schengener Abkommens aufgelassen.

### Bevölkerungsentwicklung

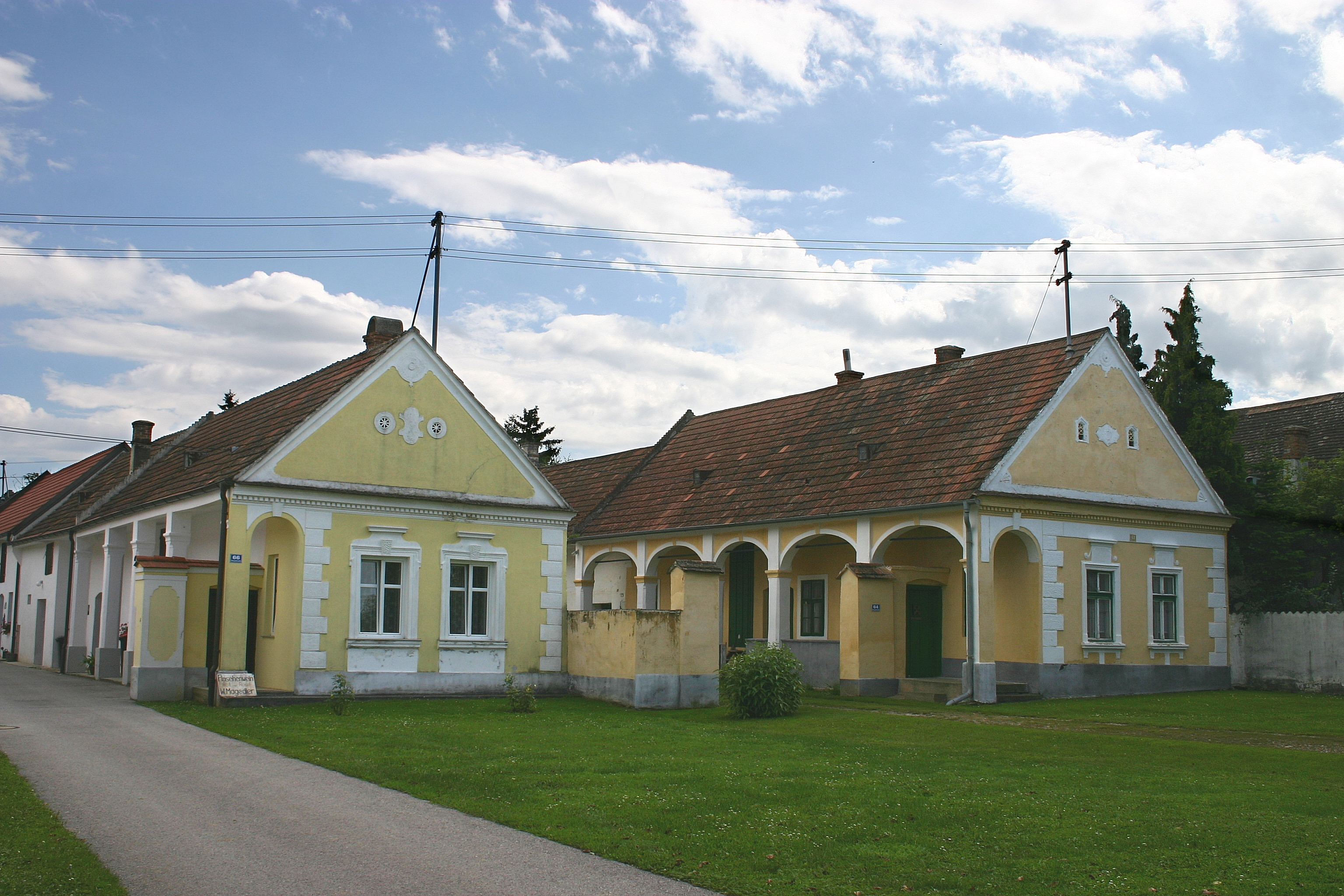
Typische Häuser burgenländischen Baustils entlang der Hauptstraße

Die Bevölkerungsentwicklung war bis 1900 ansteigend und erreichte mit 1.862 Einwohnern ihren Höchststand. Seit dieser Zeit ist sie rückläufig. Zum Stichtag der letzten Volkszählung am 15. Mai 2001 hatte Lutzmannsburg 944 Einwohner (davon 127 Kinder und Jugendliche unter 15 Jahren und 206 Senioren über 60 Jahren) mit beinahe ausnahmsloser (97,9 %) österreichischer Staatsbürgerschaft. Neben deutsch (855 Personen) zählen ungarisch (51) und burgenland-kroatisch (14) zur häufigsten Umgangssprache. Zur römisch-katholischen Kirche bekennen sich 57,7 % (545 Personen) der Gemeindebevölkerung. Rund 5,4 % der Bevölkerung gehört der Volksgruppe der Burgenlandungarn an. Ein für Österreich relativ großer Anteil von 38 % (359 Personen) bekennt sich zur Evangelischen Kirche.
Nach der Volkszählung 2001 bestanden in Lutzmannsburg 497 Gebäude, davon 438 Wohnhäuser (mit 507 Wohnungen, von denen jedoch nur 398 Hauptwohnsitze waren), 15 Hotels, acht Industrie- und vier Bürogebäude.
Auf Grund der jüngsten Erfassung durch die Gemeinde per 31. Dezember 2007 sank die Bevölkerung weiter auf nunmehr 875 Einwohner. In den letzten 100 Jahren hat sich die Bevölkerungszahl damit etwa halbiert. Maßgeblich dafür ist neben einer stark rückläufigen Geburtenrate die lange Zeit negative Wanderungsbilanz, die erst in den letzten Jahren durch die Errichtung der Therme umgekehrt werden konnte.

## Kultur und Sehenswürdigkeiten

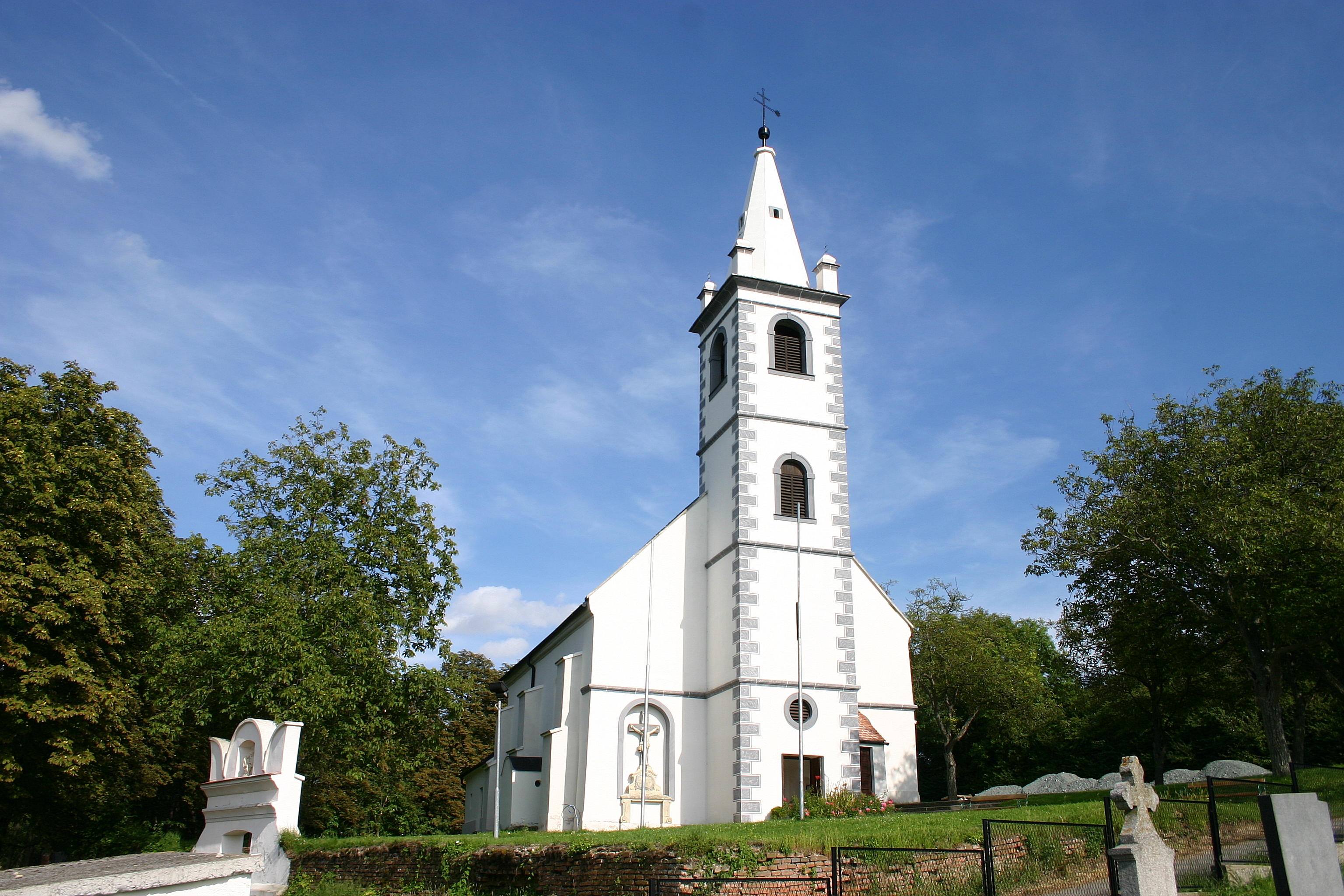
Römisch-katholische Kirche Lutzmannsburg
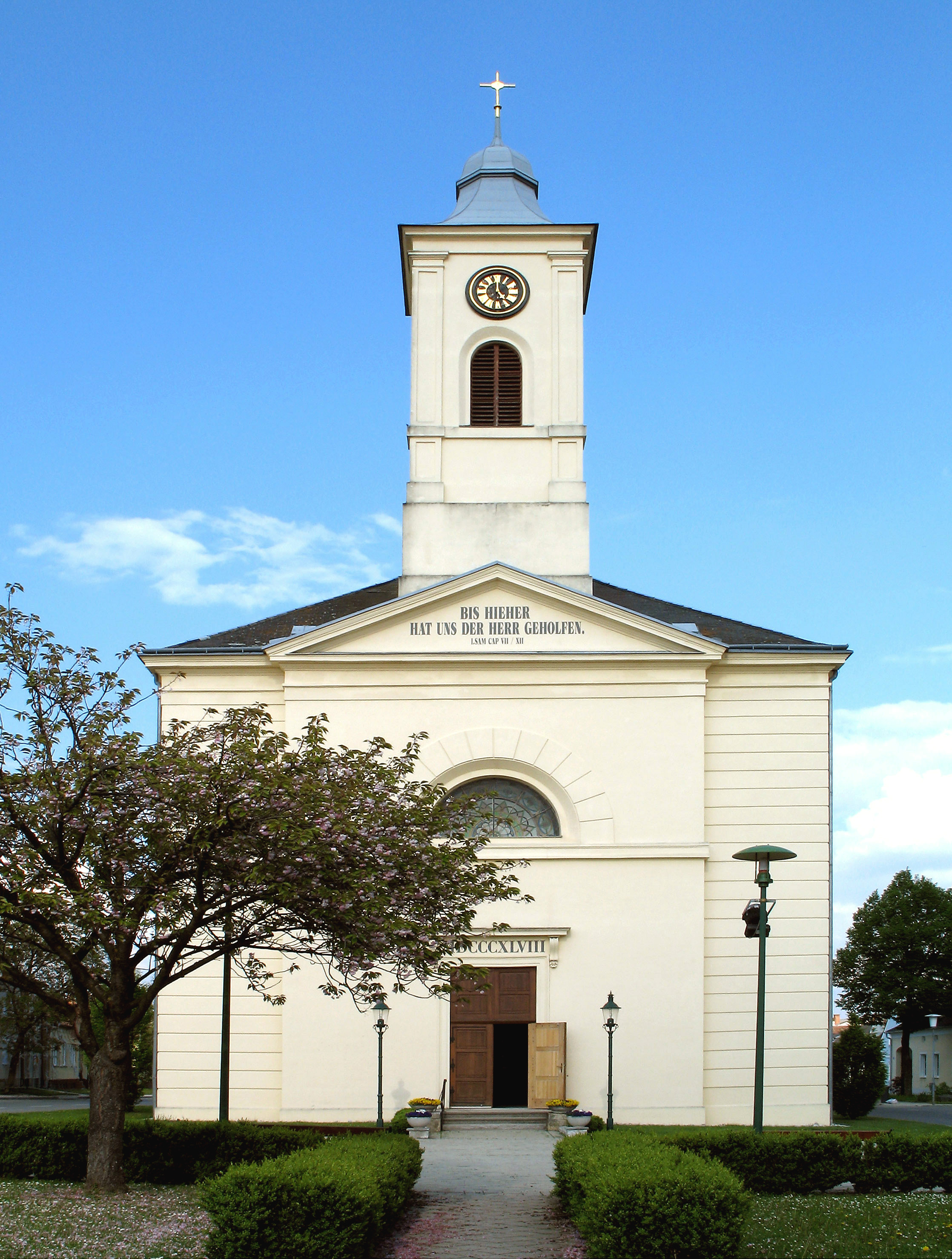
Evangelische Kirche Lutzmannsburg
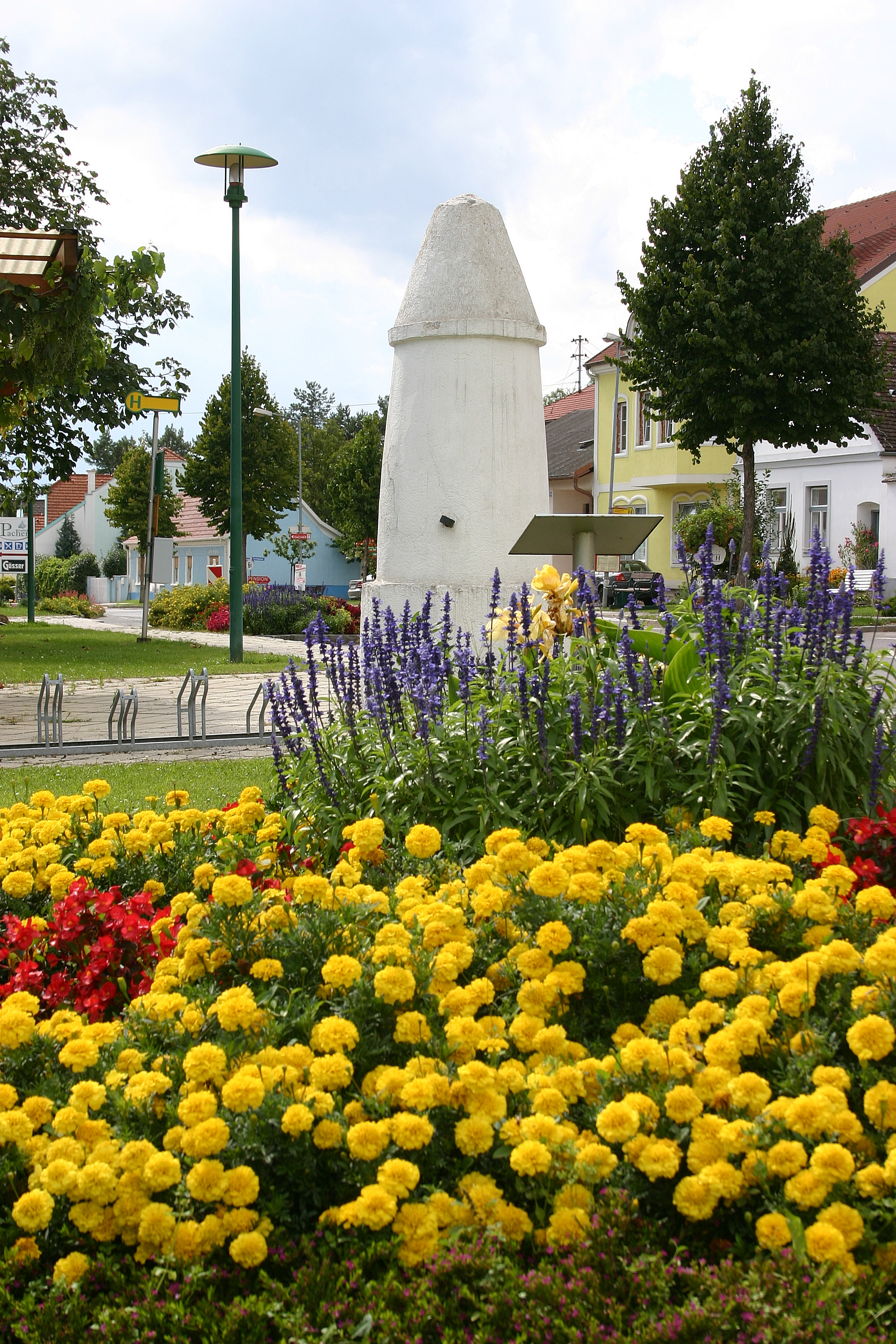
Pranger
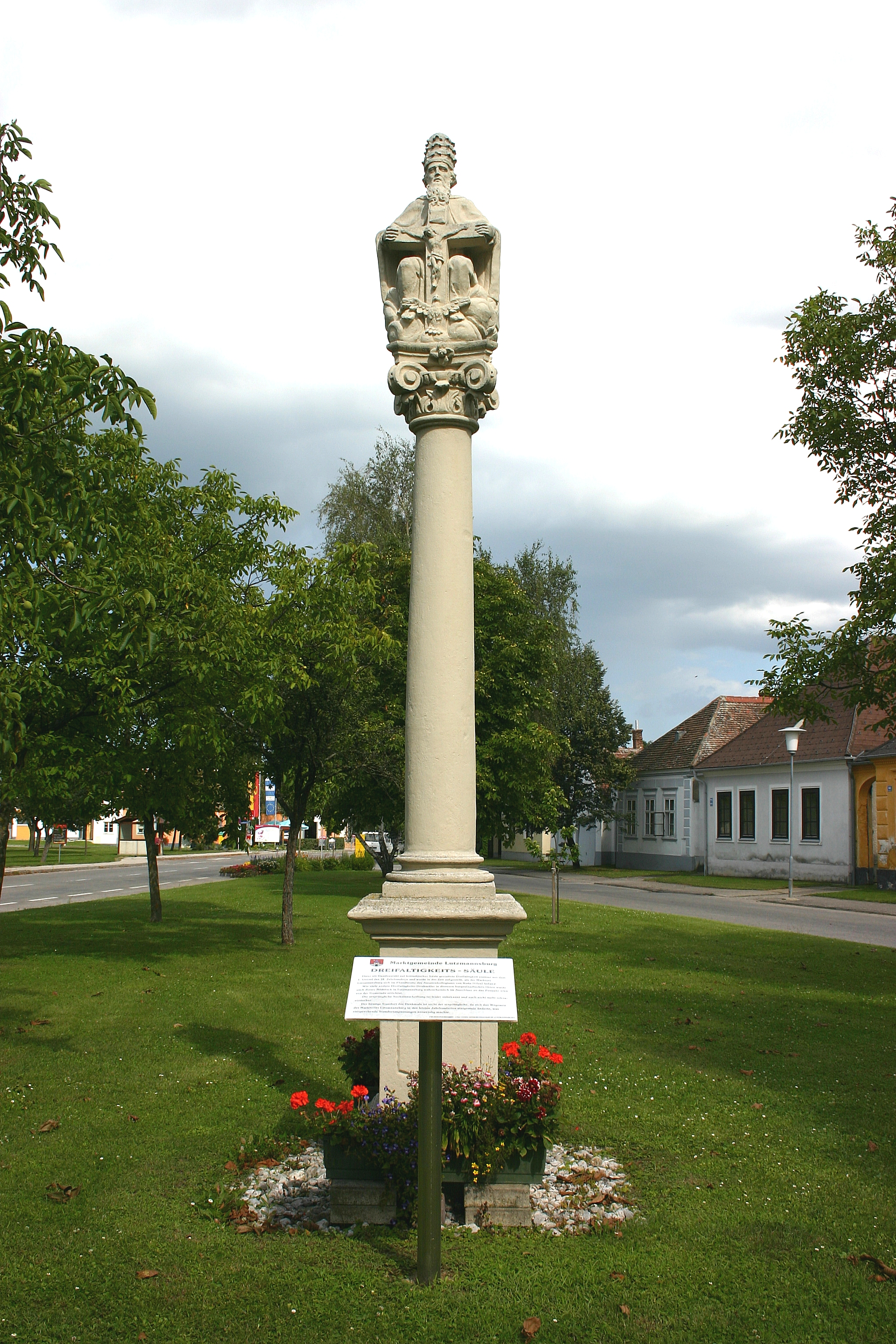
Dreifaltigkeits-Säule
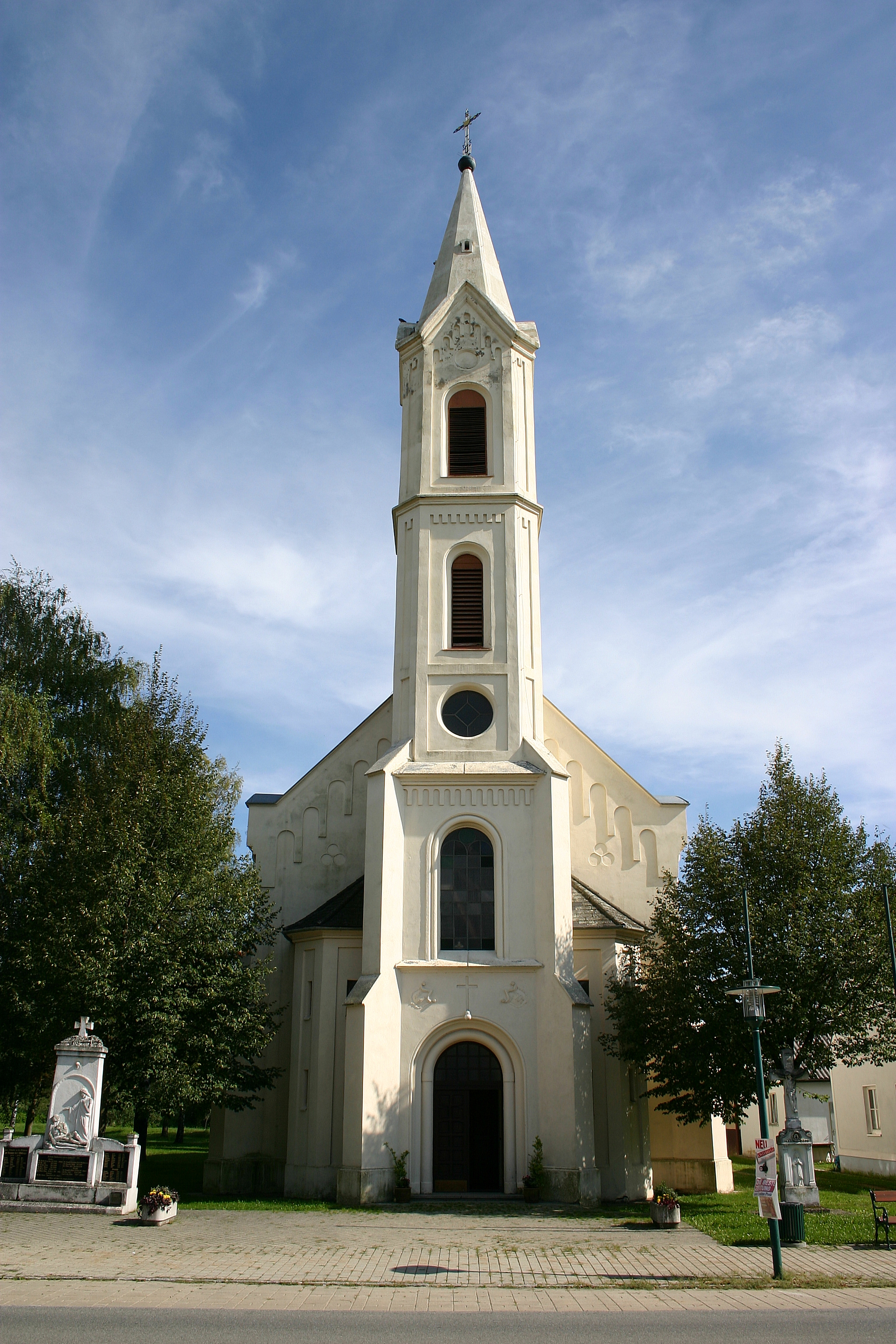
Römisch-katholische Pfarrkirche im Ortsteil Strebersdorf

- Katholische Pfarrkirche Lutzmannsburg
- Evangelische Pfarrkirche Lutzmannsburg
- Römisch-katholische Pfarrkirche im Ortsteil Strebersdorf
- Pranger

### Vereinsleben
In Lutzmannsburg haben neun Vereine ihren Sitz, die mit verschiedenen Aktivitäten zum Geschehen in der Gemeinde beitragen. Diese sind:
- Fremdenverkehrs- und Verschönerungsverein Strebersdorf
- Urbarial Gemeinde
- Freiwillige Feuerwehr Lutzmannsburg
- Freiwillige Feuerwehr Strebersdorf – gegründet am 21. Oktober 1890
- Weinbauverein Lutzmannsburg
- Volkstanzgruppe Lutzmannsburg
- Tourismusverband
- Jugend Lutzmannsburg
- Dartverein Lutzmannsburg (Dart Monkeys) Gründungsjahr:2015
- Theatergruppe Lutzmannsburg
- Verein für Reitkunst & Gebrauchsreiterei Österreich

### Regelmäßige Veranstaltungen
- Anfang August: Rotweinerlebnis
- Anfang November: Tag der offenen Kellertür
- Mitte Mai: Weinblütenfest am Sonnberg

## Wirtschaft und Infrastruktur
Lutzmannsburg hatte wirtschaftlich lange darunter zu leiden, dass die Gemeinde unmittelbar neben dem Eisernen Vorhang lag. Die Wirtschaft war dadurch auf landwirtschaftliche Produkte und vor allem den Weinbau beschränkt. Erst durch den Bau des Thermalbades in den 1990er Jahren erfolgte ein allgemeiner wirtschaftlicher Aufschwung.

### Verkehr

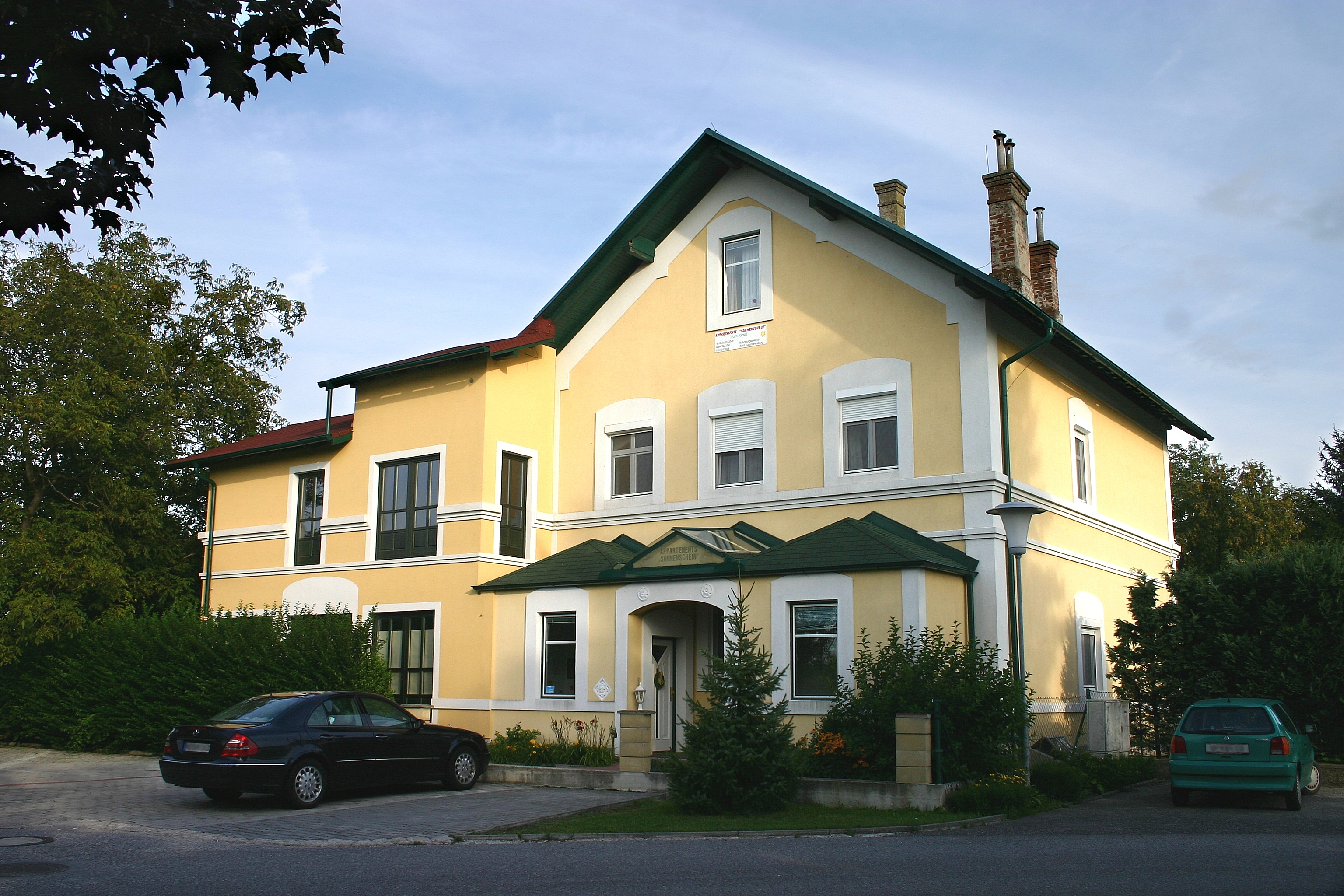
Das ehemalige Bahnhofsgebäude ist heute ein Appartementhaus

Lutzmannsburg ist von Norden über die Landesstraße 228 (Nikitscher Landesstraße), die in Deutschkreutz von der Bundesstraße 62 (Deutschkreutzer Straße) abzweigt und von Westen über die Landesstraße 225 (Lutzmannsburger Landesstraße), die in Unterpullendorf von der Bundesstraße 61 (Günser Straße) abzweigt, erreichbar.
Unmittelbar neben der Therme besteht eine Straßenverbindung über den ehemaligen Grenzübergang nach Ungarn in den Ort Zsira (deutsch Tening). Die Straße darf jedoch im Bereich der per 21. Dezember 2007 aufgelassenen Grenzstation trotz Grenzöffnung und Schengener Abkommen nur von Fußgängern und Radfahrern benützt werden.
In der Zeit von 9. November 1913 bis 14. Mai 1933 war Lutzmannsburg zudem durch die Eisenbahnlinie von Oberloisdorf nach Bük, eine Zweigstrecke der Burgenlandbahn, erschlossen. Der Bahnhof Lutzmannsburg war Grenzbahnhof und lag im Streckenkilometer 12,6. Im Kilometer 13,5 befand sich die Staatsgrenze.

#### Konflikt um Öffnung des Grenzübergangs für Kraftfahrzeuge

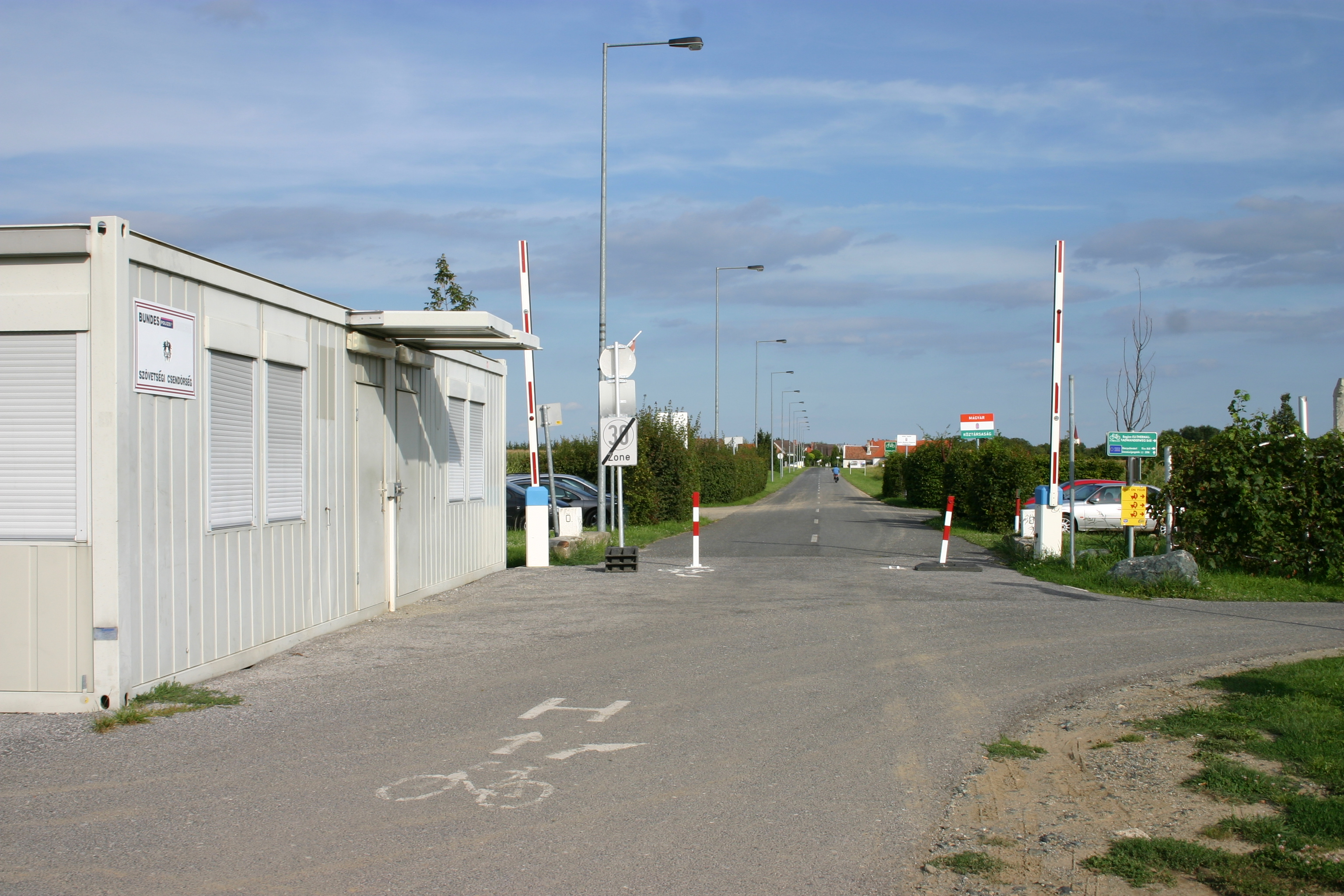
Alter Grenzübergang nur für Fußgänger und Radfahrer

Überlegungen, den Grenzübergang für Kraftfahrzeuge ebenfalls freizugeben, wurden nicht nur vom Gemeinderat, sondern überdies vom Tourismusverein abgelehnt. Bürgermeister Günther Toth hatte den Standpunkt des Gemeinderats in einem TV-Interview mit dem ORF Burgenland am 5. November 2007 öffentlich bestätigt. Die Ablehnung wurde damit begründet, dass der Übergang unmittelbar an die Ruhezonen der Therme und der Hotels angrenzt. So verständlich diese Argumentation ist, erscheint diese Vorgangsweise im Zeitalter eines vereinten Europas und der Öffnung der Grenzen dennoch bemerkenswert und wird vor allem von im ungarischen Grenzbereich lebenden Österreichern kritisiert, da das Schengener Abkommen einen „freien Grenzübertritt, überall wo dies möglich ist, erlaubt“.
Bewegung in diese Problematik kam im Frühjahr 2008, als die ungarische Nachbargemeinde Zsira auf eine Verbindung drängte und ein Projekt vorstellte, das eine Straße an anderer Stelle vorsieht. Seitdem steht die Gemeinde Lutzmannsburg in Verhandlungen mit der Bezirkshauptmannschaft Oberpullendorf. Eine Beschlussfassung ließ lange auf sich warten. Im Juni 2018 wurde die Thermenumfahrung über die neue Landesstraße L225 zum Grenzübergang für den Verkehr freigegeben.

### Weinbau

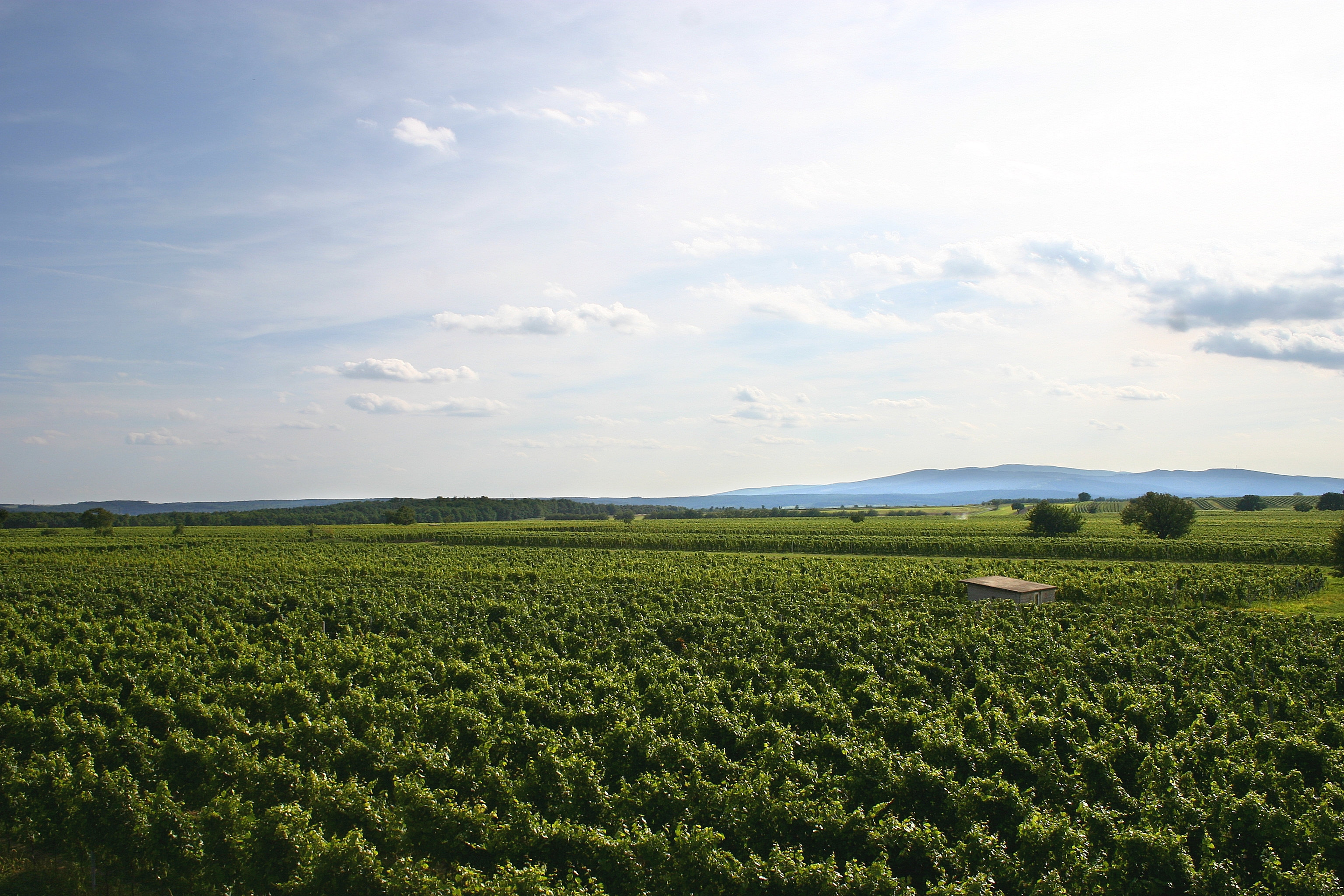
Die weitreichenden Weingärten am „Sonnberg“

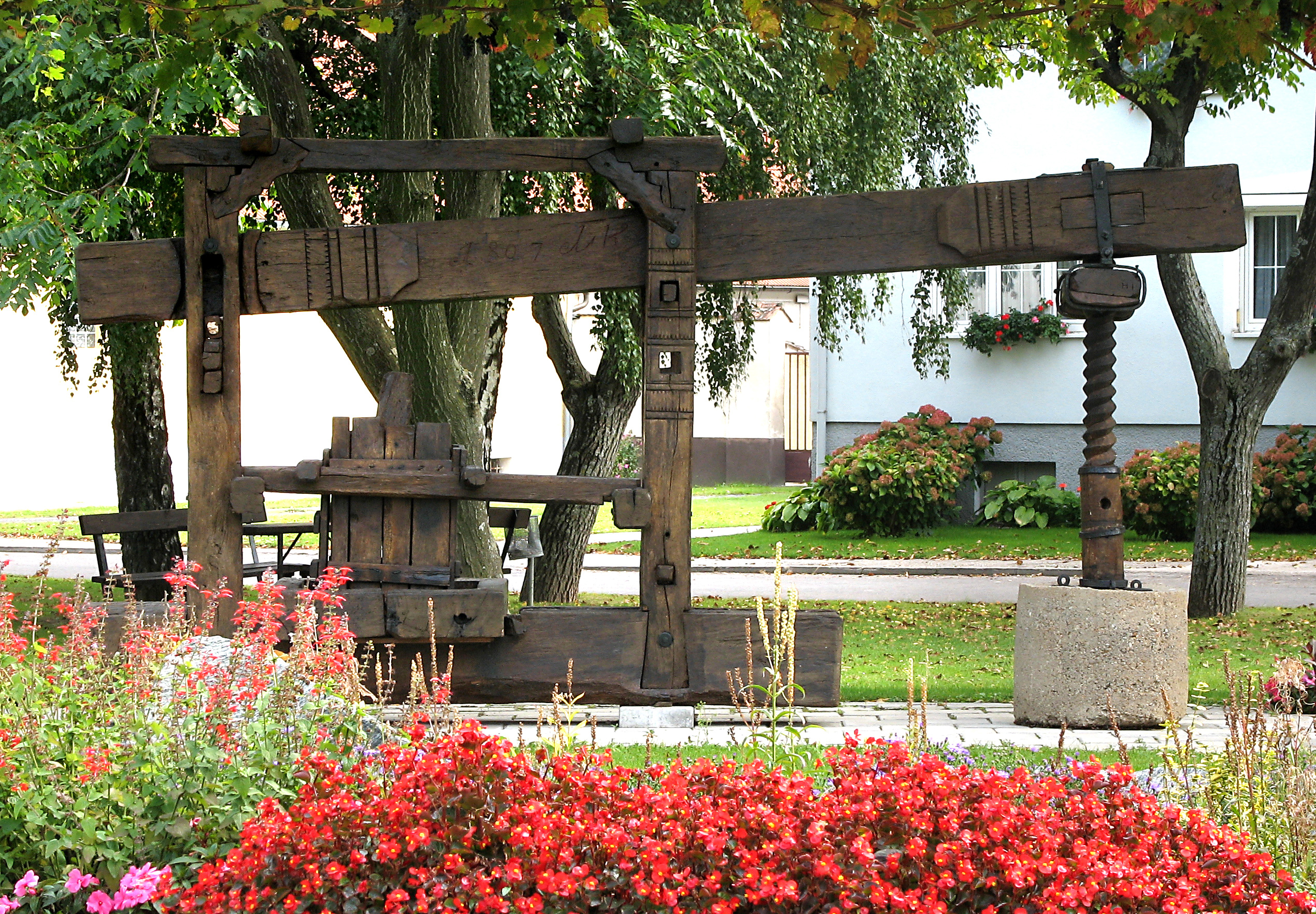
Alte Weinpresse in Lutzmannsburg am Dorfanger

Lutzmannsburg ist ein traditioneller Weinbauort. Schon seit dem Jahr 1218 lässt sich die erstmalige urkundliche Erwähnung des Weinbaus nachweisen. Lutzmannsburg ist somit eine der ältesten Weinbaugemeinden des Burgenlandes. Die gesamte Fläche (rund 180 Hektar) des Weinberges Sonnberg war bereits Anfang des 13. Jahrhunderts mit Reben bepflanzt.
Lutzmannsburg erhielt, als einer der ersten burgenländischen Weinbauorte überhaupt, sehr früh die Genehmigung, seine Eigenbauweine ins Ausland zu verkaufen. Voraussetzung dafür war, dass die Weine von besonderer Güte waren. Durch die Umstellung auf rationelle Wirtschaftsformen und dank der Einführung moderner Arbeitsmethoden konnte der Lutzmannsburger Weinbau ab den 1950er Jahren enormen Aufschwung nehmen und ist heute ein Geheimtipp unter Weinkennern. Der Weinbau wurde bei vielen Landwirten jedoch nur als zweites Standbein betrieben.
Heute gibt es in der Gemeinde 18 Betriebe, die Wein in Flaschen abfüllen.
Lutzmannsburg gehört zu den Ortschaften des Blaufränkischlandes. In diesem pannonischen Klima gedeihen besonders die Sorten:
- Rotwein: Blaufränkisch, Zweigelt, Cabernet Franc, Cabernet Sauvignon, Merlot, Shiraz, Blauburger, St. Laurent, Pinot Noir
- Weißwein: Müller-Thurgau, Goldburger, Welschriesling, Grüner Veltliner, Pinot Blanc.

Es gibt zahlreiche Weinschenken.

### Sonnentherme

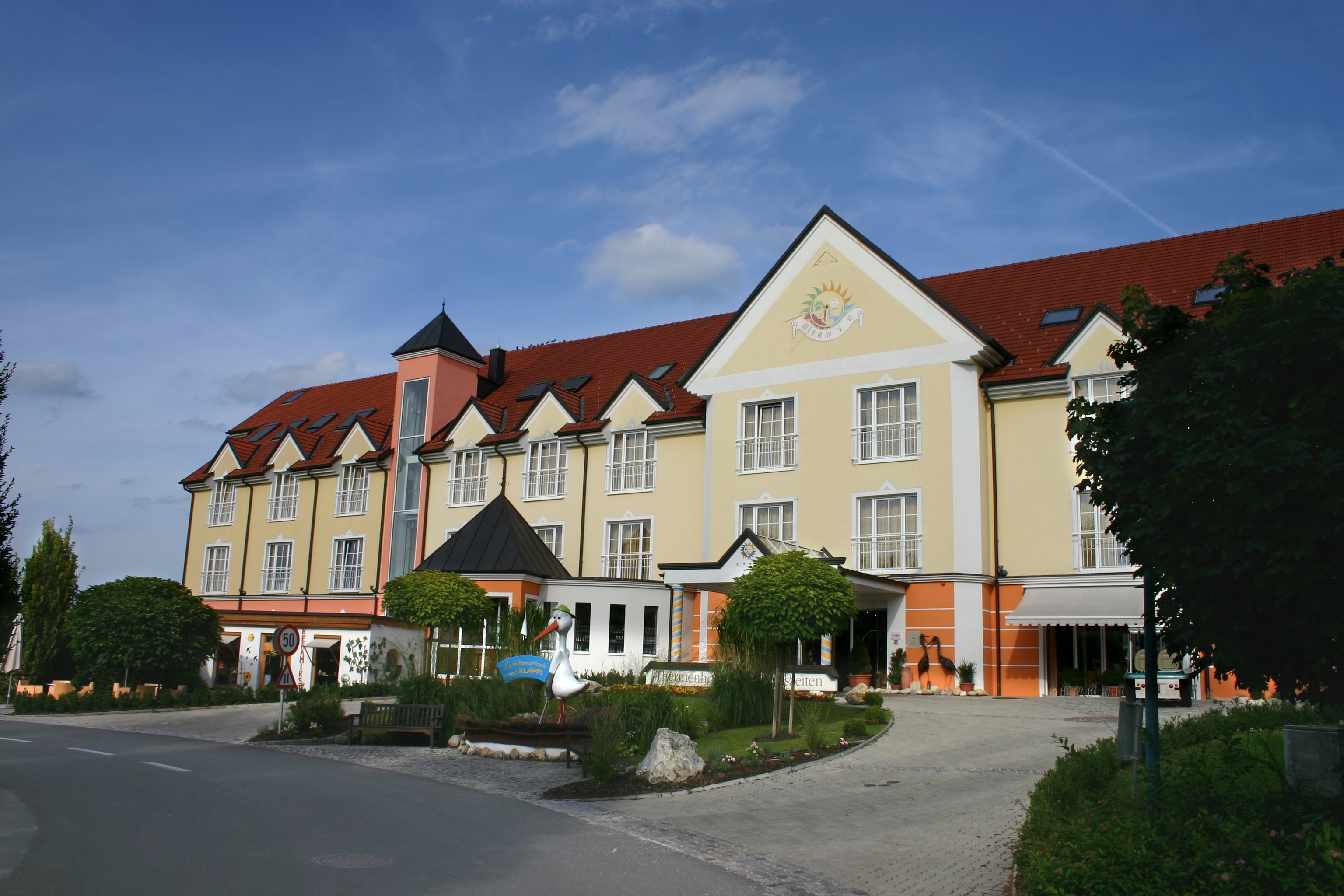
Thermenhotel

Auf den so genannten Angerwiesen östlich von Lutzmannsburg, in unmittelbarer Nähe zur österreichisch-ungarischen Staatsgrenze, wurden 1989/90 erfolgreiche Bohrungen nach Thermalwasser durchgeführt. Anfang Juni 1993 begannen die Bauarbeiten, am 17. September 1994 wurde die Sonnentherme Lutzmannsburg-Frankenau eröffnet, Am 28. Mai 2003 konnte die bereits dritte Erweiterung abgeschlossen werden.
Die Therme ist für Familien mit (Klein-)kindern und Jugendlichen und hat eine Gesamtwasserfläche von 1.581 Quadratmeter. Die Gesamtfläche beträgt 44.367 Quadratmeter, von denen 6.918 Quadratmeter verbaut sind.
1996 erhielt die Therme den Umweltpreis des Umweltministeriums, im Oktober des darauf folgenden Jahres wurde das Thermalwasser als Heilmittel anerkannt.
An der Ersterrichtung beteiligte sich das Land Burgenland mit 95 Prozent an der neugegründeten Thermen GesmbH Lutzmannsburg Frankenau. Die Gemeinden Lutzmannsburg und Frankenau-Unterpullendorf sind an der Gesellschaft zu jeweils 2,5 Prozent beteiligt. Die WIBAG (Wirtschaftsservice Burgenland AG) übernahm im Jahr 2000 die Anteile des Landes Burgenland, während die Gemeinden Lutzmannsburg und Frankenau-Unterpullendorf weiterhin ihre Anteile behielten.
Der Bau der Therme sowie die nachfolgenden Umbauarbeiten wurden gemäß Förderprogramm der EU gefördert. Von den 1995 bis 2006 angelaufenen Projektkosten in Höhe von 46,3 Millionen Euro wurden 19,5 Millionen Euro (42 %) von der EU beigestellt. Insgesamt wurden in der Tourismusregion Lutzmannsburg/Frankenau für verschiedene Projekte mit einer Gesamtinvestitionssumme von 76,3 Millionen Euro von der EU 28,3 Millionen Euro bereitgestellt. Der Großteil dieser Förderungen (92 %) wurde über den Europäischen Fonds für regionale Entwicklung (EFRE).
Die Therme wird seit dem Jahr 2000 von der Wirtschaft Burgenland GmbH geführt, einer Tochterfirma des Landes Burgenland.

### Campingplatz

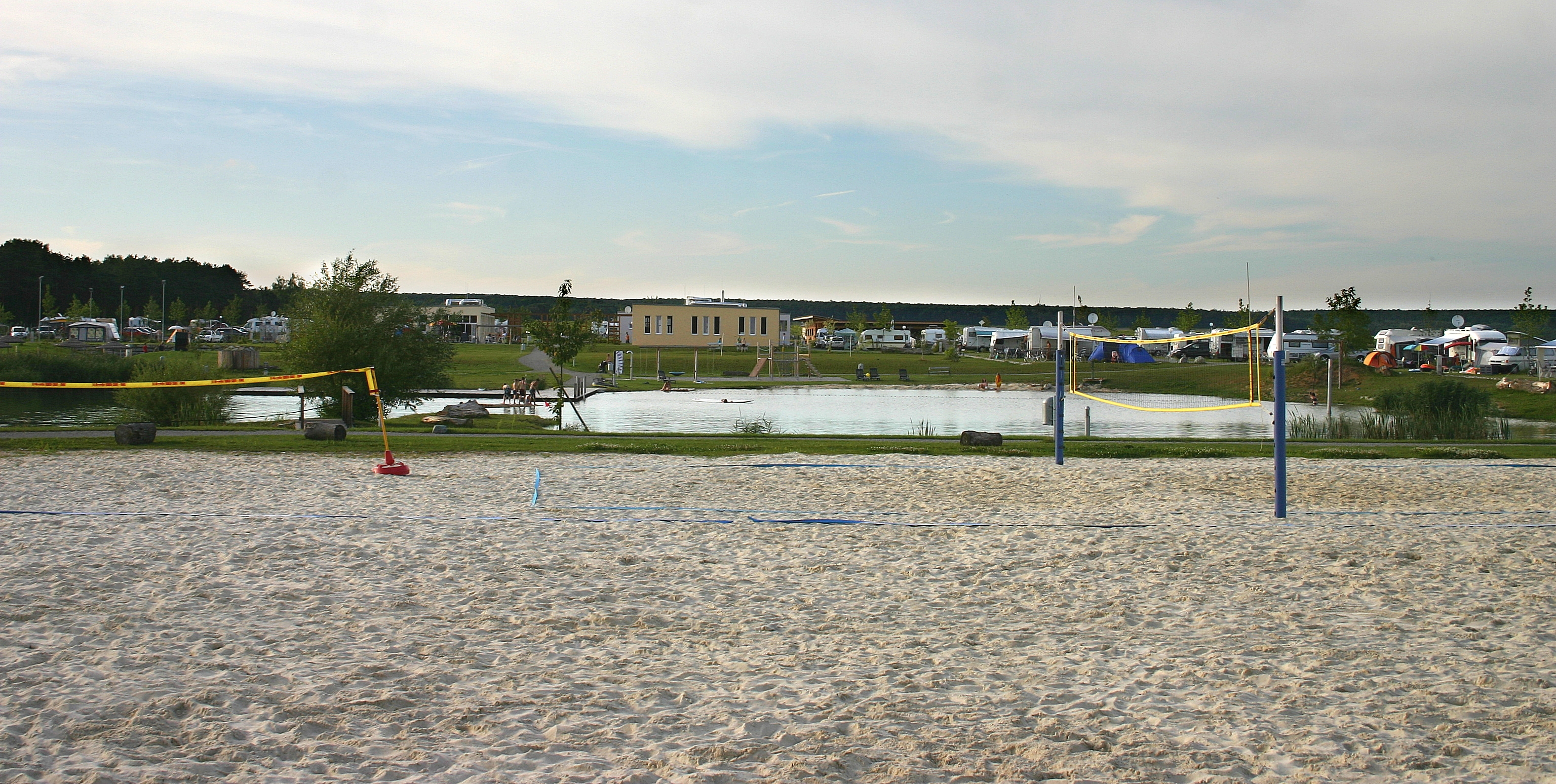
Campingplatz

Im Frühjahr 2007 wurde in Lutzmannsburg ein neuer Campingplatz mit 170 Stellplätzen eröffnet. Der mit 500.000 Euro vom Land Burgenland geförderte „Camping Sonnenland-Freizeitpark“ wird privat betrieben und befindet sich etwa 900 Meter von der Therme entfernt. Die Anlage weist als Qualitätsmerkmal fünf Sterne auf. Angeboten werden Stellplätze von 115 bis 240 Quadratmeter, die alle mit Stromanschlüssen und Wasser ausgestattet sind. SAT-Empfänger, Sonnenschirme und Fahrräder können gemietet werden.
Kernstück der nach Feng-Shui-Kriterien errichteten Anlage, die mit Restaurant, einem Einkaufsladen, umfangreichen Freizeiteinrichtungen sowie einem eigenen Schlechtwetter-Bereich ausgestattet wurde, ist ein rund 6.000 Quadratmeter großer natürlicher Badeteich mit einem Sandstrand.

### Fremdenverkehr
| Jahr Daten- quelle | Gäste- betten | Nächti- gungen | Budget- rahmen in € | Steuerkopf- quote in € |
| ------------------ | ------------- | -------------- | ------------------- | ---------------------- |
| 1995               | 98            | 6.000          | 1.031.228           | 469,39                 |
| 1996               | 161           | 8.500          | 1.162.765           | 563,00                 |
| 1997               | 313           | 29.069         | 1.286.236           | 516,49                 |
| 1998               | 361           | 43.207         | 1.246.048           | 607,62                 |
| 1999               | 394           | 53.490         | 1.596.331           | 624,40                 |
| 2000               | 441           | 87.247         | 1.315.960           | 612,41                 |
| 2001               | 479           | 93.731         | 1.344.375           | 675,42                 |
| 2002               | 555           | 114.968        | 1.492.700           | 696,00                 |
| 2003               | 693           | 126.585        | 1.638.600           | 733,00                 |
| 2004               | 1.004         | 157.928        | 1.702.100           | 741,00                 |
| 2005               | 1.236         | 214.609        | 1.683.700           | 755,00                 |
| 2006               | 1.247         | 232.850        | 1.732.200           |                        |
| 2007               | 1.926         |                | 1.718.300           |                        |

Mit dem Bau der Therme wurde parallel dazu eine umfangreiche Infrastruktur entwickelt, die Lutzmannsburg von einer bäuerlichen Gemeinde zu einem der größten Tourismusorte des gesamten Burgenlands machte. Standen 1995 für Auswärtige gerade einmal 98 Gästebetten zur Verfügung, in denen rund 6.000 Nächtigungen zu verzeichnen waren, so waren dies 2007 bereits 1.926 Gästebetten. Im Jahr 2006 waren 232.850 Übernachtungen zu verzeichnen. Die durchschnittliche Aufenthaltsdauer der Gäste betrug 2,5 Tage. Dazu kommen noch die zahlreichen Tagesgäste, die der Therme einen Besuch abstatten.
Durch diese Entwicklung bedingt stieg der Budgetrahmen der Gemeinde von 1.031.228 Euro im Jahr 1995 auf 1.718.300 Euro im Jahr 2007 sowie die Steuerkopfquote von 469,39 Euro im Jahr 1995 auf 755,00 Euro im Jahr 2005.

### Beschäftigung
Die Errichtung der Therme wirkte sich auf die Zahl der Unternehmen und der Arbeitsplätze positiv aus. Im Vergleich der Volkszählungen von 1991 und 2001 kam es zu einem Anstieg von 25 auf 48 Arbeitsstätten. Noch deutlicher wird dies bei der Anzahl der Beschäftigten, die sich von 78 auf 227 erhöhte, wovon 83 im Beherbergungs- und Gaststättenwesen, 68 in der Erbringung von sonstigen öffentlichen und persönlichen Dienstleistungen sowie 26 im Handel tätig waren. Bis 2008 kam es zu einem weiteren Anstieg von Arbeitsstätten und Beschäftigten, genaue Zahlen liegen jedoch noch nicht vor.

### Öffentliche Einrichtungen
In Lutzmannsburg befindet sich eine Polizeiinspektion, die im ehemaligen Zollgebäude untergebracht ist.

## Politik

### Gemeinderat

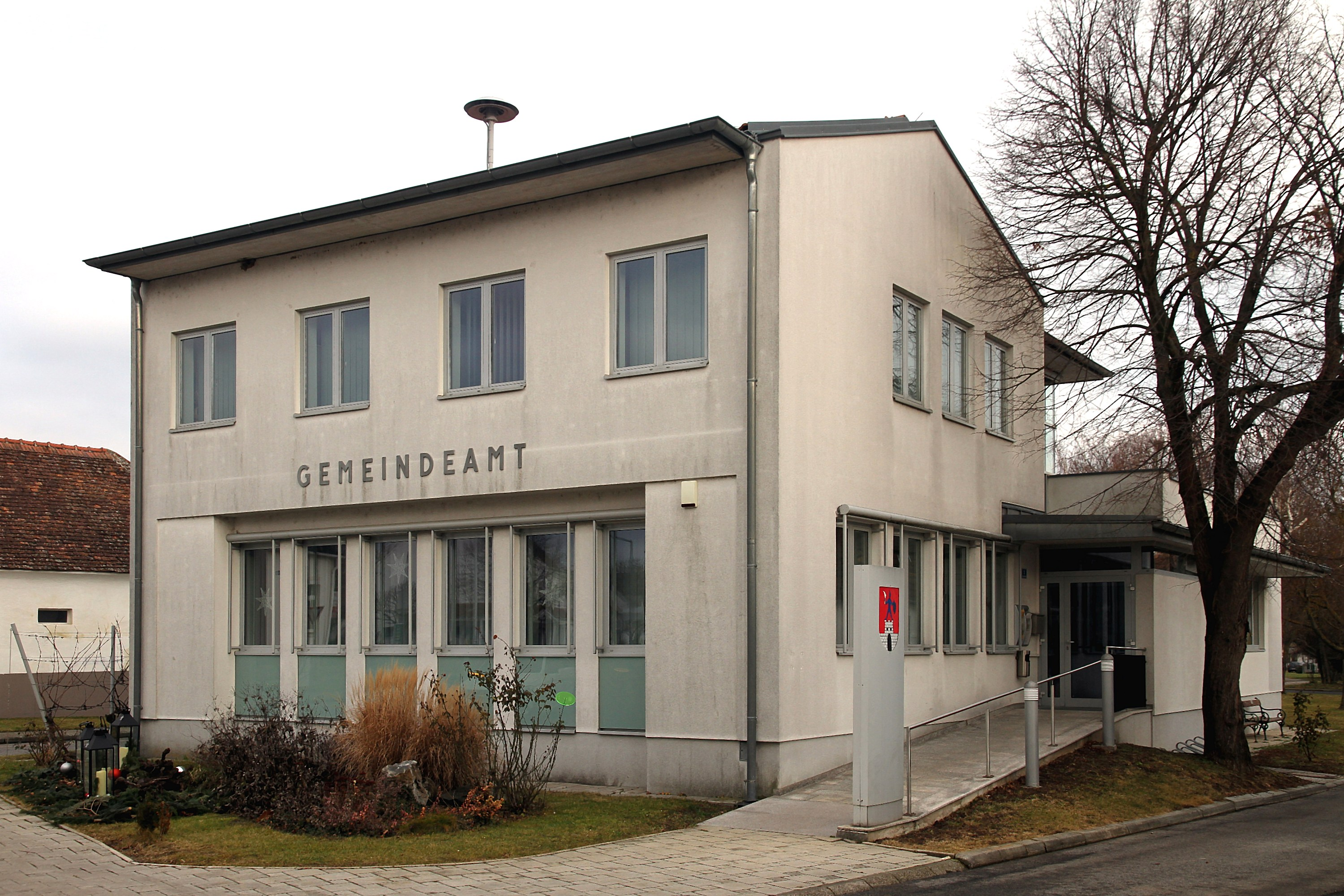
Gemeindeamt Lutzmannsburg

Der Gemeinderat umfasst aufgrund der Anzahl der Wahlberechtigten insgesamt 15 Mitglieder.
| Partei           | 2022             | 2022             | 2022             | 2017             | 2017             | 2017             | 2012             | 2012             | 2012             | 2007             | 2007             | 2007             | 2002             | 2002             | 2002             | 1997             | 1997             | 1997             |
| Partei           | Sti.             | %                | M.               | Sti.             | %                | M.               | Sti.             | %                | M.               | Sti.             | %                | M.               | Sti.             | %                | M.               | Sti.             | %                | M.               |
| ---------------- | ---------------- | ---------------- | ---------------- | ---------------- | ---------------- | ---------------- | ---------------- | ---------------- | ---------------- | ---------------- | ---------------- | ---------------- | ---------------- | ---------------- | ---------------- | ---------------- | ---------------- | ---------------- |
| SPÖ              | 459              | 68,71            | 10               | 261              | 36,92            | 6                | 188              | 25,23            | 4                | 201              | 28,03            | 4                | 225              | 30,20            | 5                | 170              | 24,64            | 4                |
| ÖVP              | 209              | 31,29            | 5                | 217              | 30,69            | 4                | 302              | 40,54            | 6                | 270              | 37,66            | 6                | 340              | 45,64            | 7                | 308              | 44,64            | 7                |
| ADL A1           | nicht kandidiert | nicht kandidiert | nicht kandidiert | 229              | 32,39            | 5                | 255              | 34,23            | 5                | 242              | 33,75            | 5                | nicht kandidiert | nicht kandidiert | nicht kandidiert | nicht kandidiert | nicht kandidiert | nicht kandidiert |
| FBL              | nicht kandidiert | nicht kandidiert | nicht kandidiert | nicht kandidiert | nicht kandidiert | nicht kandidiert | nicht kandidiert | nicht kandidiert | nicht kandidiert | 4                | 0,56             | 0                | nicht kandidiert | nicht kandidiert | nicht kandidiert | nicht kandidiert | nicht kandidiert | nicht kandidiert |
| FPÖ              | nicht kandidiert | nicht kandidiert | nicht kandidiert | nicht kandidiert | nicht kandidiert | nicht kandidiert | nicht kandidiert | nicht kandidiert | nicht kandidiert | nicht kandidiert | nicht kandidiert | nicht kandidiert | 137              | 18,39            | 3                | nicht kandidiert | nicht kandidiert | nicht kandidiert |
| Grüne            | nicht kandidiert | nicht kandidiert | nicht kandidiert | nicht kandidiert | nicht kandidiert | nicht kandidiert | nicht kandidiert | nicht kandidiert | nicht kandidiert | nicht kandidiert | nicht kandidiert | nicht kandidiert | 43               | 5,77             | 0                | 25               | 3,62             | 0                |
| Freiheitl. u. a. | nicht kandidiert | nicht kandidiert | nicht kandidiert | nicht kandidiert | nicht kandidiert | nicht kandidiert | nicht kandidiert | nicht kandidiert | nicht kandidiert | nicht kandidiert | nicht kandidiert | nicht kandidiert | nicht kandidiert | nicht kandidiert | nicht kandidiert | 187              | 27,10            | 4                |
| Wahlberechtigte  | 850              | 850              | 850              | 850              | 850              | 850              | 899              | 899              | 899              | 857              | 857              | 857              | 890              | 890              | 890              | 846              | 846              | 846              |
| Wahlbeteiligung  | 84,33 %          | 84,33 %          | 84,33 %          | 89,18 %          | 89,18 %          | 89,18 %          | 90,32 %          | 90,32 %          | 90,32 %          | 88,21 %          | 88,21 %          | 88,21 %          | 88,43 %          | 88,43 %          | 88,43 %          | 87,12 %          | 87,12 %          | 87,12 %          |

### Gemeindevorstand
Neben Bürgermeister Roman Kainrath (SPÖ) gehören weiters Alfred Schneller (SPÖ), Dietmar Hasler (SPÖ), Mario Mayer (SPÖ) und ein Mitglied der ÖVP, Christian Stimakovits, dem Gemeindevorstand an.
Zum Gemeindekassier wurde Lukas Herold (SPÖ) gewählt.

### Bürgermeister
Bürgermeister war bis 2022 Christian Rohrer (ADL). Rohrer setzte sich in der Bürgermeisterdirektwahl 2012 im zweiten Wahlgang mit 56,17 % gegen seinen Vorgänger Günther Toth (ÖVP), der 43,83 % erreichte, durch. In der Wahl 2017 musste Rohrer abermals in den zweiten Wahlgang, um sich mit 62,89 % gegen seinen Mitbewerber Roman Kainrath (SPÖ), der auf 37,11 % kam, durchzusetzen. Die Kandidatin der ÖVP, Katharina Kainrath, schied bereits im ersten Wahlgang aus.
2017 wurde in der konstituierenden Sitzung des Gemeinderats Roman Kainrath (SPÖ) zum Vizebürgermeister gewählt. Im Juli 2022 folgte Kainrath Christian Rohrer als Bürgermeister nach, Vizebürgermeister wurde Siegfried Tritremmel (ADL).
Bei der Gemeinderats- und Bürgermeisterwahl im Herbst 2022 konnte sich Roman Kainrath (SPÖ) mit 505 Stimmen (72,98 %) gegenüber Bettina Böhm (ÖVP) mit 187 Stimmen (27,02 %) durchsetzen und wurde neuerlich als Bürgermeister bestätigt.
Leiter des Gemeindeamts ist Karl Gansrigler.

### Chronik der Bürgermeister seit 1945
- 1945–1950 Josef Stifter
- 1950–1952 Ernst Fleischhacker
- 1952–1962 Karl Plöchl († 1973)
- 1962–1971 Karl Toth
- 1971–1980 Robert Magedler
- 1980–1984 Horst Weber
- 1984–1987 Walter Toth
- 1987–1990 Robert Magedler
- 1990–2002 Horst Weber
- 2002–2007 Manfred Knahr
- 2007–2012 Günther Toth (ÖVP)
- 2012–2022 Christian Rohrer (ADL)
- seit 2022 Roman Kainrath (SPÖ)[22]

### Wappen
|  | Der Marktgemeinde Lutzmannsburg wurde am 4. Juli 1973 durch Beschluss der Burgenländischen Landesregierung das Recht verliehen, ein Gemeindewappen zu führen. Blasonierung: „Ein roter Schild, durchzogen von einer silbernen Mauer, aus der sich ein dreizinniger silberner Turm erhebt. Aus dem Turm erhebt sich die Gestalt eines Mannes in einem ärmellosen blauen Gewande mit einem blauen Hute hervor, der mit seiner rechten Hand den Griff einer aufgerichteten silbernen Sichel umfasst und in der Linken eine blaue Weintraube gesenkt hält. Den Schild umgibt eine ornamentierte bronzefarbene Randeinfassung.“ |

## Persönlichkeiten
- Elfriede Irrall (1938–2018), Schauspielerin
- Roman Kainrath (* 1977), Politiker (SPÖ) und Abgeordneter zum Burgenländischen Landtag
- Harald Prickler (1934–2018), Historiker und Archivar
- Karl Plöchl (1884–1962), Landwirt, Politiker und Abgeordneter zum Burgenländischen Landtag

## Sonstiges

### Landes-Blumenschmuckwettbewerbe

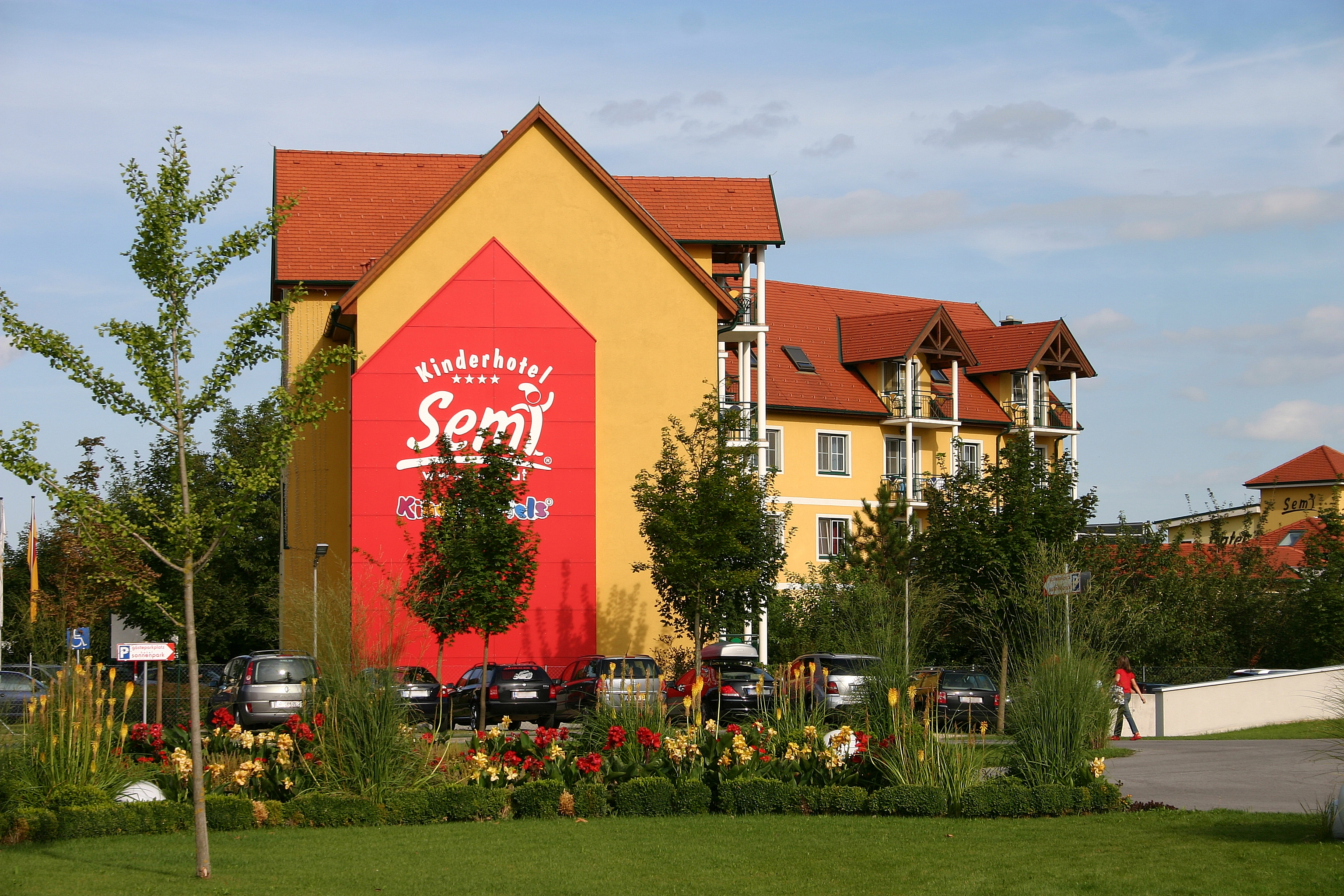
Kinderhotel

Die Ausschmückung der Marktgemeinde mit Blumen hat große Tradition. Bereits lange vor Errichtung der Therme und einsetzen des Tourismus nahm Lutzmannsburg an den landesweiten Blumenschmuckwettbewerben teil und konnte nach einem dritten Platz 1978 im Jahr 1979 erstmals einen ersten Platz gewinnen. Diesem folgten fünf weitere erste Plätze in den Jahren 1980, 1984, 1989, 2000 und 2003.
Zweite Plätze wurden in den Jahren 1981, 1985, 1998, 2006 und 2007 erreicht. Weitere dritte Plätze konnten in den Jahren 1997 und 1999 gewonnen werden.
Nach einigen Unregelmäßigkeiten beim Ablauf der Bewertung 2007 – der Kommission wurde Parteilichkeit und eine bereits vorgefasste Meinung vorgeworfen – wurde vom Verschönerungsverein Lutzmannsburg im August beschlossen, am Landes-Blumenschmuckwettbewerb 2008 nicht teilzunehmen. Auf die Ausschmückung des Ortsgebietes mit Blumen sollte dies jedoch keinen Einfluss nehmen.
Im Wettbewerb „Schönster Dorfplatz des Landes“ ging Lutzmannsburg nach einem zweiten Platz (2003) im Jahr 2004 als Sieger hervor.